# Paul van Himst
Paul van Himst (Sint-Pieters-Leeuw, 2 de octubre de 1943) es un exfutbolista y entrenador belga. Ahora retirado, sigue apoyando al RSC Anderlecht, su exequipo. Lo apodaron Polle Gazon (Polle es Paul en el dialecto de Bruselas, y Gazon significa 'césped' en francés) debido a la gran cantidad de faltas cometidas contra él. En 1964, jugó en el partido Bélgica-Países Bajos junto con diez jugadores del Anderlecht después de la sustitución del portero Guy Delhasse por Jean-Marie Trappeniers.
Van Himst ganó el campeonato belga 8 veces, todas ellas con el Anderlecht, un club en el que empezó a jugar su primera temporada como profesional en 1959-60. Con Anderlecht, anotó 233 goles en 457 partidos (16 temporadas). Luego, jugó para RWDM (otro club de Bruselas) en 1975-76 y por Eendracht Aalst (entonces en segunda división) en la temporada siguiente.
Entre 1960 y 1974, Polle Gazon anotó 30 goles en 81 partidos para el equipo nacional belga. Esta actuación le hizo el máximo goleador belga, junto con Bernard Voorhoof, y en el quinto jugador con más partidos con su selección. Hizo su debut el 19 de octubre de 1960 en un partido contra Suecia y formó parte del equipo de Bélgica que se clasificó para el Mundial de México 70. Luego, Van Himst ayudó a Bélgica a alcanzar el tercer puesto en la Eurocopa 1972. También tiene el récord de la Bota de Oro, otorgado a él cuatro veces.
Como entrenador de fútbol, Van Himst ha trabajado sobre todo para el Anderlecht y el seleccionado belga, que llevó a disputar el Mundial de Estados Unidos 94.
En noviembre de 2003, para celebrar el Jubileo de la UEFA, fue nombrado el Jugador de Oro de Bélgica por la Federación de Fútbol de Bélgica como su jugador más destacado de los últimos cincuenta años.
Él es un embajador de la ONG belga-sudafricana Born in Africa desde 2005.
Es abuelo de los también futbolistas Youri y Armando Lapage.

## Filmografía
Él apareció en la película de 1981 Escape a la victoria, como Michel Fieu, además de hacer de sí mismo en la película canadiense de 1994 Max.

## Palmarés

### Como jugador

##### Locales
| Título                      | Club                | País    | Año     |
| --------------------------- | ------------------- | ------- | ------- |
| Primera división de Bélgica | R. S. C. Anderlecht | Bélgica | 1961-62 |
| Primera división de Bélgica | R. S. C. Anderlecht | Bélgica | 1963-64 |
| Copa de Bélgica             | R. S. C. Anderlecht | Bélgica | 1964-65 |
| Primera división de Bélgica | R. S. C. Anderlecht | Bélgica | 1964-65 |
| Primera división de Bélgica | R. S. C. Anderlecht | Bélgica | 1965-66 |
| Primera división de Bélgica | R. S. C. Anderlecht | Bélgica | 1966-67 |
| Primera división de Bélgica | R. S. C. Anderlecht | Bélgica | 1967-68 |
| Copa de Bélgica             | R. S. C. Anderlecht | Bélgica | 1971-72 |
| Primera división de Bélgica | R. S. C. Anderlecht | Bélgica | 1971-72 |
| Copa de Bélgica             | R. S. C. Anderlecht | Bélgica | 1972-73 |
| Copa de la Liga de Bélgica  | R. S. C. Anderlecht | Bélgica | 1973    |
| Primera división de Bélgica | R. S. C. Anderlecht | Bélgica | 1973-74 |
| Copa de la Liga de Bélgica  | R. S. C. Anderlecht | Bélgica | 1974    |
| Copa de Bélgica             | R. S. C. Anderlecht | Bélgica | 1974-75 |